# BRENDA
BRENDA (Braunschweiger Enzymdatenbank) è la più importante banca dati che raccoglie informazioni sugli enzimi, quali la nomenclatura, le reazioni da essi catalizzate, la loro specificità, la loro struttura, la stabilità termica, le condizioni ottimali di catalisi in termini di pH e temperatura, gli organismi dai quali è stato isolato e purificato, l'attività specifica, la Km, gli eventuali inibitori, tutti i riferimenti bibliografici relativi ai dati presentati e collegamenti ad altre banche dati.
La banca dati viene mantenuta dall'istituto di biochimica dell'università di Colonia. I dati in essa contenuti vengono estratti direttamente dalla letteratura scientifica; il database è curato manualmente, sebbene l'estrazione delle informazioni avvenga con l'aiuto di strumenti informatici.